# Końskie
Końskie è un comune urbano-rurale polacco del distretto di Końskie, nel voivodato della Santacroce.
Ricopre una superficie di 249,9 km² e nel 2004 contava 36 547 abitanti.